# Excoecaria grahamii
Excoecaria grahamii är en törelväxtart som beskrevs av Otto Stapf. Excoecaria grahamii ingår i släktet Excoecaria och familjen törelväxter. Inga underarter finns listade i Catalogue of Life.